# Pièce de 50 dinars algériens
La pièce de 50 dinars est l'une des divisions du dinar algérien en circulation de type bimétallique d'un diamètre de 28,50 mm et d'une épaisseur de 2,26 mm. Son émission a été décidée par le conseil de la monnaie et du crédit en date du 6 avril 1994.
Le motif principal du revers de cette pièce est le chiffre 50 stylisé et inspiré d'un décor architectural de l’époque ottomane. Dans son avers est gravée la tête de gazelle Dama algérienne orientée vers la gauche.
Les deux pièces commémoratives du 40e et 50e anniversaire du 1er novembre 1954 (le déclenchement de la guerre de libération nationale) portent le revers commun des pièces de 50 dinars algériens et un avers différent de la face habituelle. Ces pièces peuvent être utilisées comme n'importe quelle autre pièce de la même valeur.

## Description
Les pièces de 50 dinars sont composées de deux parties : le cœur a base de Acier (AISI 430), l'extérieur est formé d'un alliage à base cuivre, d'aluminium et de nickel. Elles ont un diamètre de 28,50 mm, une épaisseur de 2,26 mm et une masse de 9,27 g (cœur: 4,17 g, couronne : 5,10 g).

## Revers
Au centre du cœur, le chiffre 50 est placé avec un style inspiré d'un décor architectural de l’époque ottomane, et comme sur la grande partie des pièces algériennes, il y a deux mentions en arabe sur la couronne : le nom de la Banque d'Algérie (en arabe : بنك الجزائر), et le nom de l'unité nationale (en arabe : دينار) séparées horizontalement par deux étoiles.

## Faces
Sur le cœur de la pièce, la tête de gazelle Dama algérienne est orientée vers la gauche, ces cornes et partie inférieure du cou de la gazelle se prolonge sur la couronne. sur les deux côtés de la gazelle, il y a un double millésime hégirien et grégorien de l’année de frappe. Sur la couronne un motif décoratif circulaire inspire des arcs architecturaux de l’époque Ottomane.

### Faces commémorative
| 1994 |  | Le 24 octobre 1994 la banque d'Algérie a décidé de créer une pièce commémorative du 40e anniversaire du 1er Novembre 1954. Sur le cœur, le croissant et étoile du drapeau algérien est hachuré à 90°, sur une grande partie du cœur, on a la carte de l'Algérie au centre. Le chiffre 1, qui symbolise le 1er jour de novembre, est à l’intérieur de l'étoile. Trois mentions en arabe sont inscrites sur la face. La première est le mois de novembre (نوفمبر) sur la partie du diamètre horizontal, 1954 au-dessus de l'étoile et 1994 au-dessous de l’étoile. Sur la couronne deux mentions en arabe le déclenchement de la lutte de libération (إندلاع الثورة التحريرية), et quarantième anniversaire (الذكرى الأربعون), sont séparées par deux étoiles horizontalement, et la moitié gauche de la couronne est hachurée en 135°. |
| 2004 |  | La pièce de 2004 est une série limitée de la banque d'Algérie qui a émis que trois millions de la pièce. Elle est créée à l'occasion du 40e anniversaire du 1er novembre 1954. La face de la pièce commémorative comporte le logo officiel pour la commémoration du 50e anniversaire du 1er novembre 1954 et symbolisé par les profils d'un moudjahid et d'une moudjahida, tenant une arme à la main et orientés vers la droite sur la moitie droite de la pièce en plus du chiffre 5. Sur la partie gauche le drapeau national est en hachure, le croissant et l’étoile sont hachurés à 90°, et la zone gauche, limitée par le moudjahid, hachurée à 135°. Sur la couronne, deux mentions sont inscrites en arabe, la première (- سلم - علم - عمل) qui se traduit paix - science - travail -, et la deuxième (الذكرى الخمسون لاندلاع الثورة التحريرية) qui se traduit cinquantième anniversaire de l'éclatement de la guerre d’indépendance. Sur la partie inférieure, deux dates superposées sont inscrites (1954 et 2004), et le prolongement des hachures à 135° sur toute la partie gauche de la face et de la tête et des membres inférieurs des deux personnages sur la droite avec le chiffre 0. |